# Ajojärvi (Jukkasjärvi socken, Lappland)
Ajojärvi är en sjö i Kiruna kommun i Lappland och ingår i Kalixälvens huvudavrinningsområde.